# Iago Aspas
Iago Aspas Juncal Galhardo (Moaña, 1 de agosto de 1987) é um futebolista espanhol que atua como atacante. Atualmente joga no Celta de Vigo.

## Carreira

### Celta de Vigo
Iniciou sua carreira nas categorias de base do Celta de Vigo. Na temporada 2011–12, quando o Celta disputava a Segunda Divisão Espanhola, foi premiado com o Troféu Zarra de maior goleador.
Na temporada 2016–17, foi premiado com o Troféu Zarra de maior golador da Primeira Divisão Espanhola.

### Liverpool e Sevilla
No dia 23 de junho de 2013 transferiu-se para o Liverpool. Foi emprestado para a temporada 2014–15 ao Sevilla.

### Retorno ao Celta
Retornou ao Celta em 13 de junho de 2015, assinando por cinco temporadas.

## Títulos
Sevilla
- Liga Europa da UEFA: 2014–15

### Prêmios individuais
- Troféu Zarra (Primeira Divisão): 2016–17, 2017–18, 2018–19, 2021–22
- Troféu Zarra (Segunda Divisão): 2011–12
- Jogador do mês da La Liga: Outubro de 2016, Novembro de 2017, Abril de 2019, Dezembro de 2020